# 팝스 하이웨이
박규상의 팝스 하이웨이는 TBN 광주교통방송(광주, 목포, 해남, 진도 FM 97.3㎒, 여수, 순천, 광양 FM 103.5㎒)에서 주말 밤 8시부터 9시 55분까지 방송되었던 라디오 팝 음악 프로그램이다. 2022년 10월 23일 자로 1년만에 폐지되었다.

## 프로그램 소개
- 주말저녁 추억이 함께하는 팝 음악 중심 선곡으로 청취자와 소통하는 프로그램으로 제작함

## 코너소개

### 매일 코너
- 빌보드 678 - 60, 70, 80년대 빌보드 음악을 들어본다
- 내사랑 팝스! - 팝음악의 가사를 들어본다
- 하이웨이 레전드 - 명반을 1곡을 선정해 들어본다

### 요일 코너
- 토요일 - 규디(GYU DJ)의 선곡 : DJ가 선곡한 음악을 들어본다
- 일요일 - 써니(SUNDAY EVENING) LIVE : 지역 밴드 산책의 멋진 라이브 시간!